# Universidad Bolivariana de Venezuela
Die Bolivarianische Universität Venezuelas (spanisch: Universidad Bolivariana de Venezuela) kurz UBV genannt, ist die jüngste staatliche Universität Venezuelas. Die UBV wurde 2003 durch den damaligen venezolanischen Präsidenten Hugo Chávez ins Leben gerufen. 
Die UBV ist Teil des von der Regierung geschaffenen Sozialprogrammes "Misión Sucre", dessen Ziel es ist, auch den armen Bevölkerungsteilen eine höhere Bildung zu ermöglichen. Die Aufnahmebedingungen an der UBV sind daher entsprechend wenig restriktiv. Einzige Voraussetzung ist ein Abschluss der Mittelschule, welche ebenfalls im Rahmen der Misión Sucre stattfindet.
Die UBV legt aufgrund ihres Ursprungs in der bolivarianischen Revolution besonderen Wert auf die soziale Ausrichtung ihres Bildungsangebotes sowie Lehrpersonals. Von Seiten der venezolanischen politischen Opposition wird die UBV wegen ihrer politischen Ausrichtung und besonderen akademischen Bedingungen wenig geschätzt.

## Studiengänge
- Agrarökologie (Agroecología)
- Architektur (Arquitectura)
- Kommunikationswissenschaft (Comunicación Social)
- Pädagogik (Educación)
- Umweltressourcenmanagement (Gestión Ambiental)
- Soziales Management lokaler Entwicklung (Gestión Social del Desarrollo Local)
- Management im öffentlichen Gesundheitswesen (Gestión de la Salud Pública)
- Medizin (Medicina)
- Informationstechnologie für Soziales Management (Informática para la Gestión Social)
- Justiz (Estudios Jurídicos)
- Politikwissenschaften (Estudios Políticos y de Gobierno)

### Aufnahmekriterien
Voraussetzung für das Studium an der UBV ist eine abgeschlossene Mittelschulbildung. Vorzugsweise sollte diese über das Bildungsprogramm der  Misión Sucre erworben worden sein.

## Stipendien
Die UBV vergibt verschiedene Stipendien, dazu zählen Arbeitsstipendien, Sportstipendien sowie Vollstipendien.

## Zweigstellen
Die Universität hat neben ihrem Hauptsitz in Caracas auch Zweigstellen in den wichtigsten Gemeinden des Landes. Einige befinden sich jedoch noch in Aufbau bzw. Planung. Die wichtigsten bereits existierenden Campus befinden sich in folgenden Gemeinden:
| Gemeinde       | Bundesstaat      |
| -------------- | ---------------- |
| Barinas        | Barinas          |
| Barquisimeto   | Lara             |
| Ciudad Bolívar | Bolívar          |
| Ciudad Guayana | Bolívar          |
| Caracas        | Distrito Capital |
| Maracaibo      | Zulia            |
| Maturín        | Monagas          |
| Maracay        | Aragua           |
| San Cristóbal  | Táchira          |
| Valencia       | Carabobo         |
| Punto Fijo     | Falcón           |
| Porlamar       | Nueva Esparta    |

## Infrastruktur
Der Hauptsitz befindet sich in den ehemaligen Gebäuden der staatlichen Erdölfirma PDVSA und bietet in ihren Installationen eine Bibliothek, eine Cafeteria sowie Computerräume mit Internetanschluss.
Ebenfalls steht den Studenten eine eigene Busflotte für Exkursionen zur Verfügung.